# لی-آن-سی
longitudeلی-آن-سیlatitudeلی-آن-سی
لی-آن-سی (به انگلیسی: Leigh-on-Sea) یک شهرک در بریتانیا است که در اسکس واقع شده‌است.

## خصوصیات
لی-آن-سی ۲۰٬۷۳۷ نفر جمعیت دارد.